# راه حل نهایی (فیلم ۲۰۰۱)
«راه حل نهایی» (انگلیسی: Final Solution (2001 film)) یک فیلم است. از بازیگران آن می‌توان به لانگلی کرک‌وود اشاره کرد.